# جانشین‌پروری
جانشین‌پروری (انگلیسی: Succession planning) یک فرایند و استراتژی برای برنامه‌ریزی جایگزین یا انتقال نقش‌های رهبری است. این برای شناسایی و توسعه رهبران جدید و بالقوه ای استفاده می‌شود که می‌توانند در صورت خالی شدن نقش‌های رهبری را انتخاب شوند. جانشین‌پروری در دیکتاتوری‌ها، سلطنت‌ها، سیاست‌ها و روابط بین‌الملل برای تضمین تداوم و جلوگیری از جنگ قدرت استفاده می‌شود. در داخل پادشاهی‌ها جانشینی با روش ترتیب جانشینی انجام می‌شود. در تجارت، برنامه‌ریزی جانشین پروری مستلزم یافتن افراد داخلی با پتانسیل مدیریت یا رهبری برای پر کردن پست‌های سلسله مراتبی کلیدی در شرکت است. این فرایند شناسایی نقش‌های حیاتی در یک شرکت و مهارت‌های اصلی مرتبط با آن نقش‌ها و سپس شناسایی نامزدهای داخلی احتمالی برای تصدی آن نقش‌ها در صورت خالی شدن آنهاست. برنامه‌ریزی جانشین پروری همچنین برای مشاغل کوچک و خانوادگی (از جمله مزارع و کشاورزی) اعمال می‌شود که در آن فرآیندی است که برای انتقال مالکیت و مدیریت یک کسب و کار به نسل بعدی استفاده می‌شود.

## برنامه‌ریزی جانشین پروری
مدیریت مؤثر جانشین پروری یا استعداد، خود را با ایجاد یک سری گروه‌های آماده برای جانشینی در همه سطح مدیریتی ایجاد می‌کند. در مقابل، جایگزین‌پروری به‌طور محدود بر شناسایی نامزدهای پشتیبان خاص برای پست‌های مدیریت ارشد مشخص متمرکز است. باید به حفظ کارمندان کلیدی و عواقبی که خروج کارکنان کلیدی ممکن است بر کسب و کار داشته باشد فکر کرد.
برنامه‌ریزی جانشینی کسب و کار معمولاً توسط خود سازمان‌ها یا با حمایت شرکت‌های مشاور مدیریت متخصص انجام می‌شود. تحقیقات مختلفی نشان می‌دهد که اهداف روشن برای ایجاد جانشین‌پروری مؤثر ضروری است. بسیاری از شرکت‌های بزرگ و مهم معمولاً برنامه برای جانشین پروری دارند و موارد زیر را معمولاً مد نظر قرار می‌دهند.
- شناسایی افرادی که می‌توانند مسئولیت بیشتری در سازمان به عهده بگیرند.
- ارائه تجربیات توسعه مهم به افرادی که می‌توانند به نقش‌های کلیدی بروند.
- درگیر کردن رهبری در حمایت از توسعه رهبران با پتانسیل بالا
- ایجاد پایگاه داده‌ای که بتوان از آن برای اتخاذ تصمیمات بهتر در مورد استخدام مشاغل کلیدی استفاده کرد.